# Парадюк Юрій Борисович
Ю́рій Бори́сович Парадю́к — полковник Збройних сил України, командир 120-ї окремої бригади територіальної оборони (2019—2024).

## Життєпис
У 2019 році призначений командиром 120-ї окремої бригади територіальної оборони
14 жовтня 2022 року полковник Парадюк отримав з рук Президента України Володимира Зеленського Бойовий Прапор бригади.
У лютому полковник Юрій Парадюк урочисто передав Бойовий Прапор своєму наступникові, полковнику Володимирові Катинському.
З липня 2025 року заступник начальника штабу військової частини А5143.

## Нагороди
- орден Богдана Хмельницького III ступеня (28 листопада 2022)[7][8]